# Rosenborger Wandteppiche

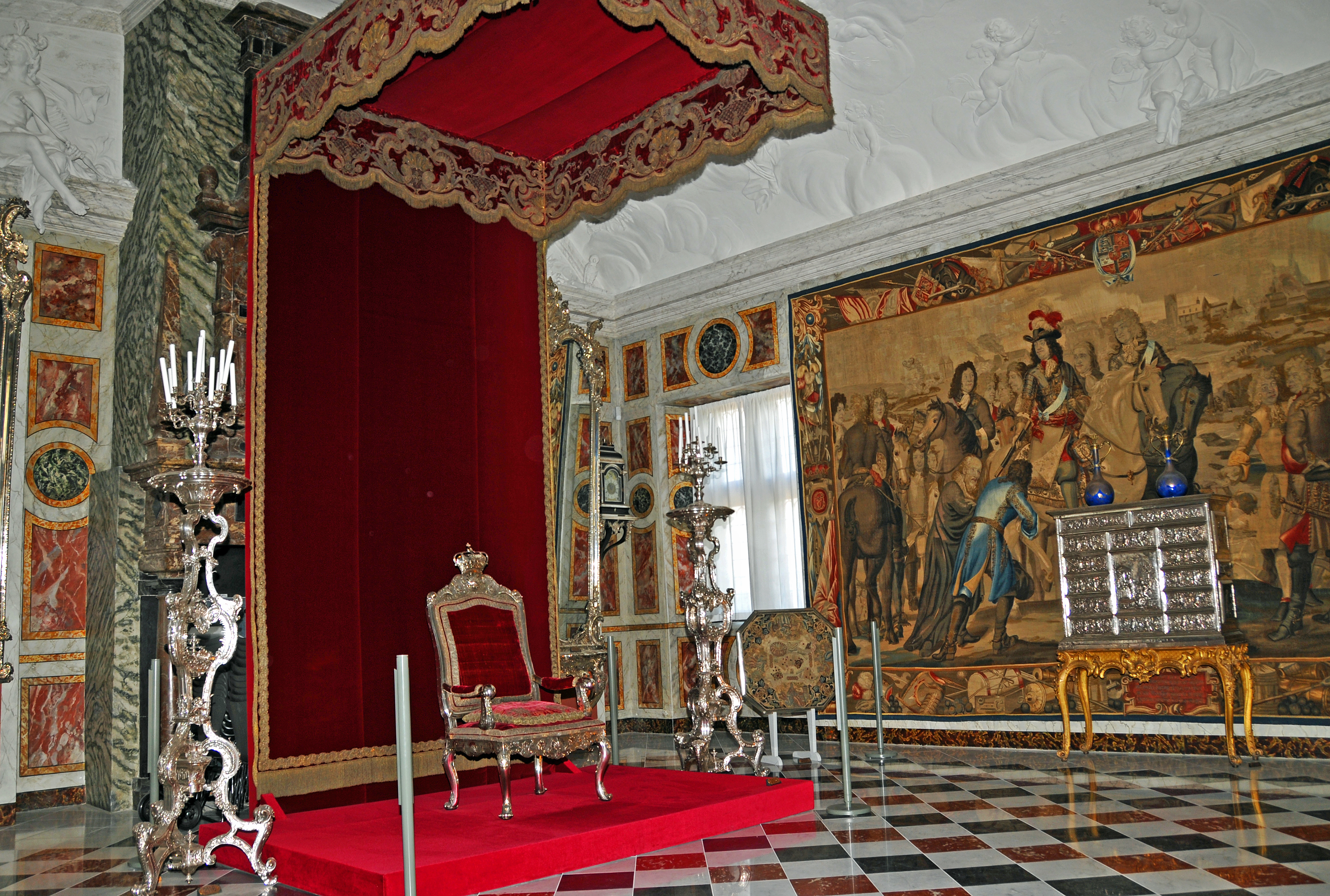
Ritterhalle von Rosenborg

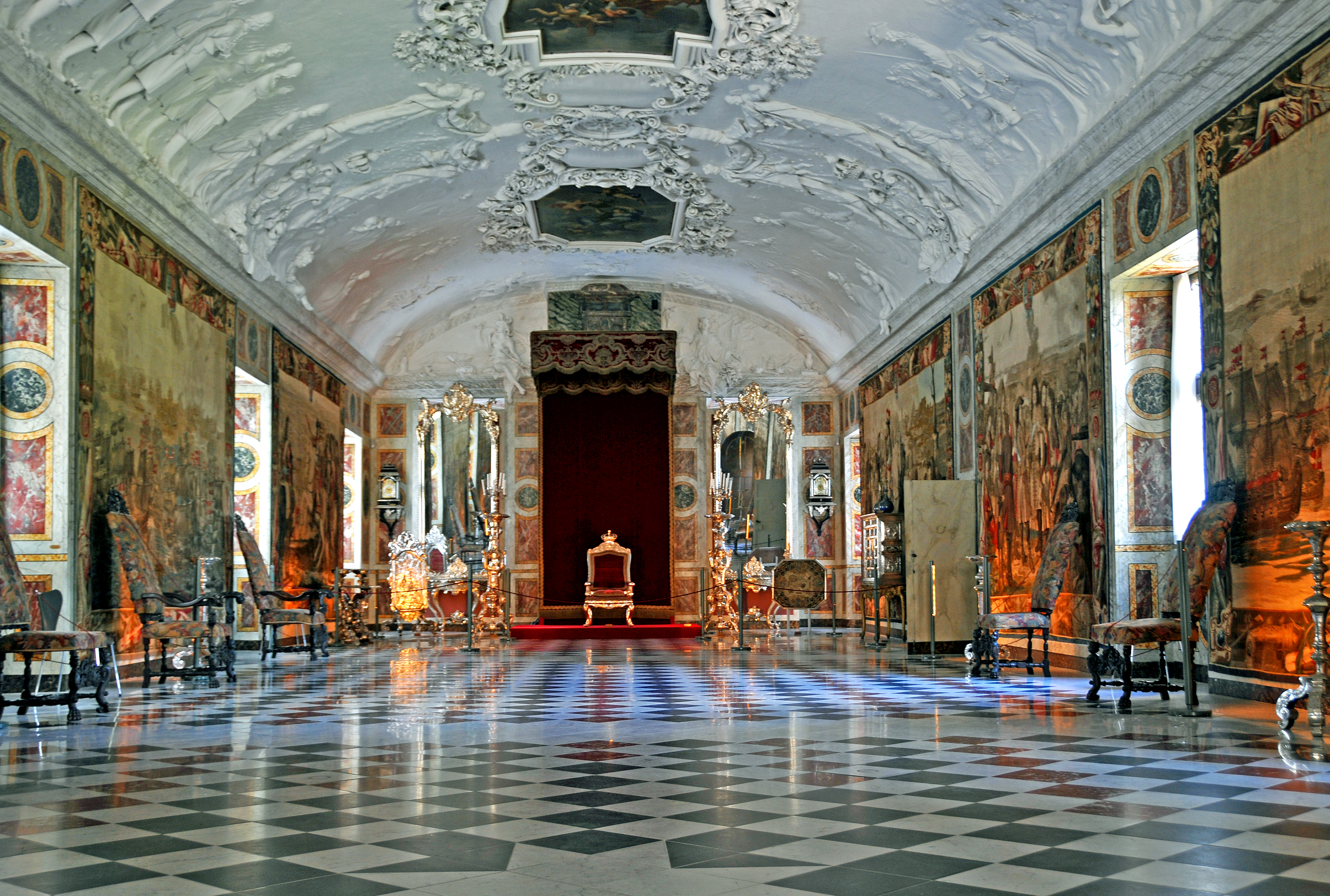
Ritterhalle mit den Wandteppichen

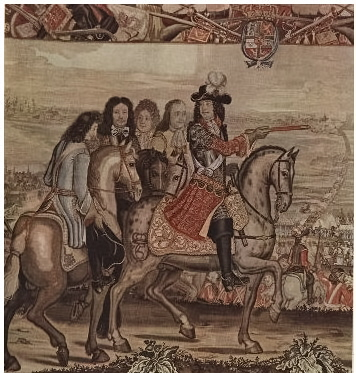
Der dänische König Christian V. und sein Stab bei der Eroberung Damgartens am 6. Oktober 1675
Ausschnitt der Rosenburg Tapestries 1684–1693

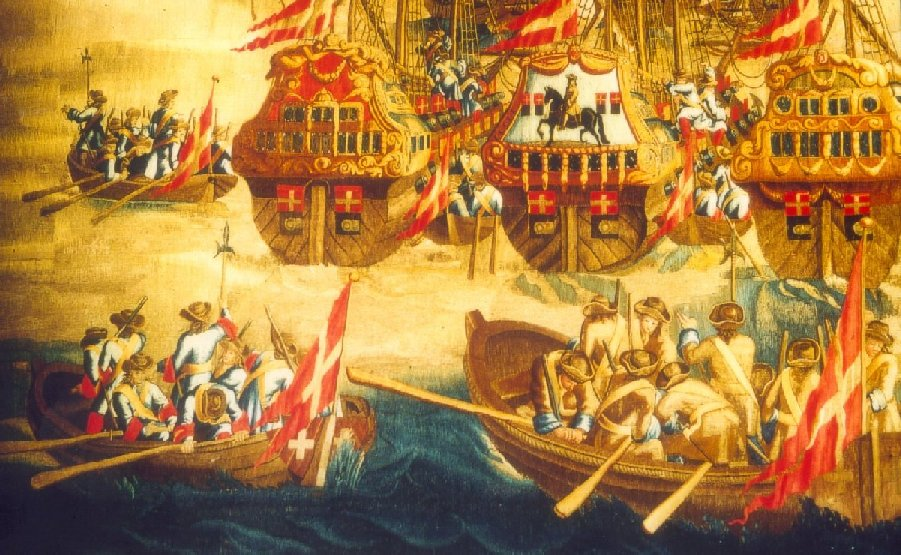
Dänische Landung auf Rügen am 17. September 1677
Ausschnitt der Rosenburg Tapestries 1684–1693

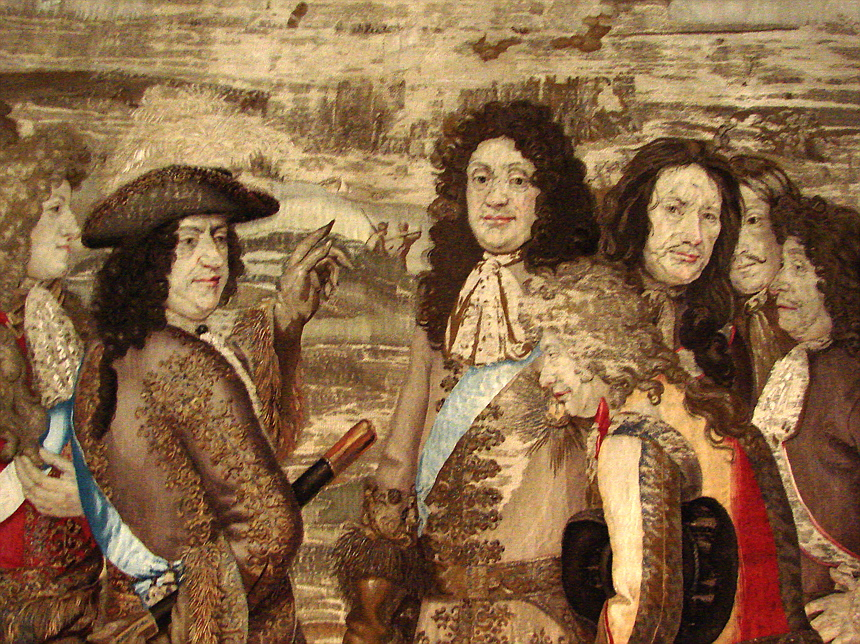
Eroberung von Landskronas Kastell am 4. August 1676

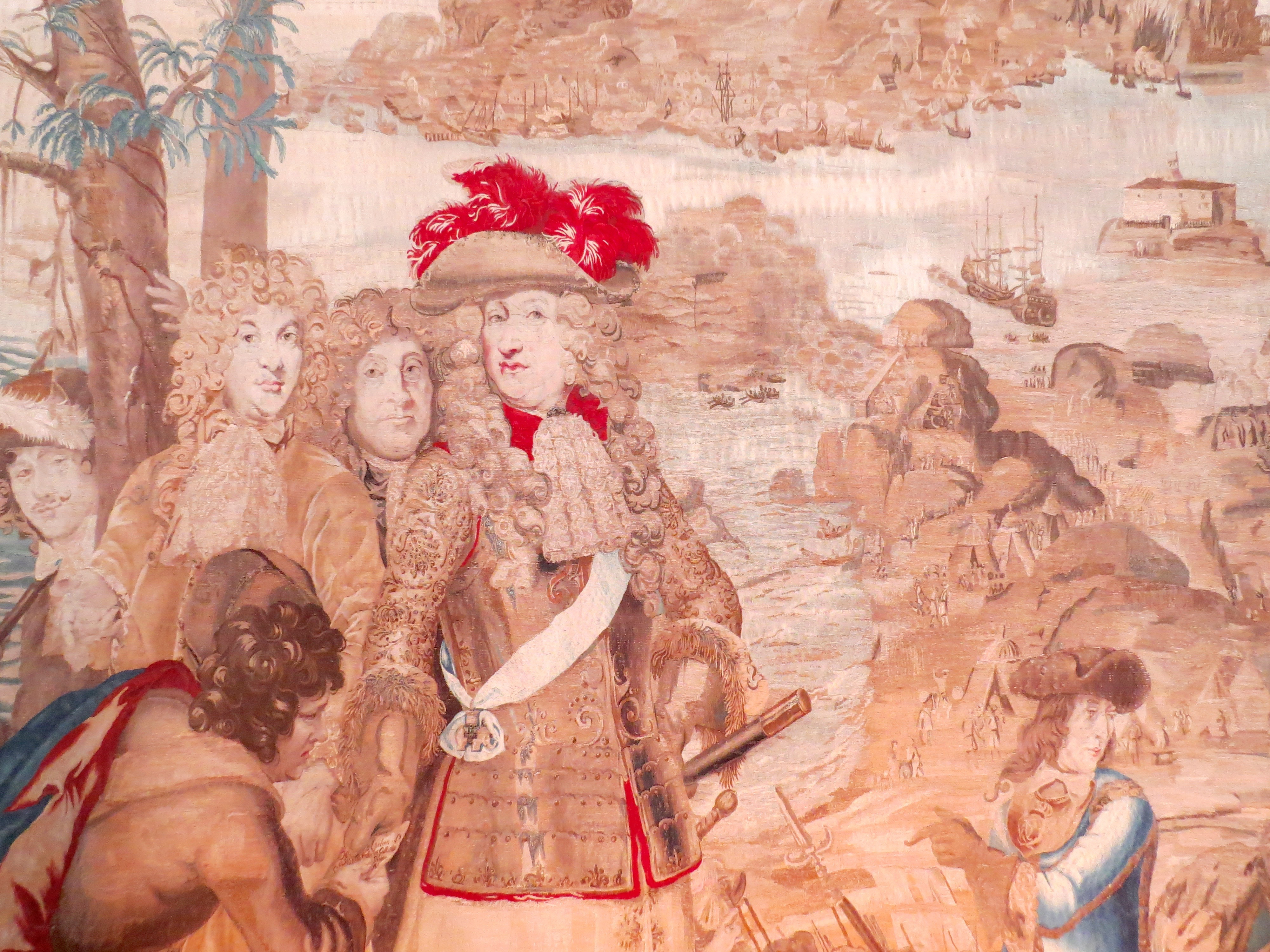
Szene des Wandteppichs zur Eroberung von Marstrand

Die zwölf von 1685 bis 1693 gewebten Rosenborger Wandteppiche zeigen die Siege Christians V. im Schonischen Krieg im Rittersaal im Schloss Rosenborg in Kopenhagen.

## Entstehung
Der dänische König Christian V. entschied sich für die Erinnerung an die siegreichen Auseinandersetzung mit Schweden im Schonischen Krieg eine Serie von Wandteppichen herstellen zu lassen. Da es in Dänemark an geeigneten Werkstätten mangelte wandte er sich hierfür nach Flandern. Die erste Erwähnung der Wandteppiche findet sich im Jahr 1684 als in den königlichen Prüfberichten Reisekosten eines Wandteppichherstellers auftauchten, dessen Reise von Hannover nach Brabant führte, mit dem Auftrag dort geeignete Weber anzuwerben. Beauftragt wurde schließlich Berent von der Eichen. Kurz darauf begannen die flämischen Weber in einer Werkstatt in Kopenhagen mit der Arbeit an den Teppichen. Die Rechnungen der Weber sind in den Folgejahren regelmäßig dokumentiert worden.
Die Teppiche sollten die Lange Halle des Schloss Rosenborg zieren. Um eine Symmetrie im Raum entstehen zu lassen, waren einige der Teppiche für die Verhüllung von Fenstern angedacht. 1917 wurden die Teppiche von ihrem Ursprungsort entfernt und wurden erst 1999 wieder an der gleichen Stelle aufgehängt. In der Zwischenzeit zierten die Wandteppiche Christiansborg. Die dänischen Karikaturen stammen alle bis auf eine von Anton Steenwinckel, Abkömmling einer berühmten dänisch-holländischen Künstlerfamilie. Eine der Originalzeichnungen und drei Fragmente sind bis heute erhalten geblieben. Einige der Schlachtszenen im Hintergrund stammen von Gravuren des Holländers Romayn de Hooghe.
Von den zwölf Motiven behandeln sieben Landschlachten und fünf Seeschlachten. Die Landschlachten zeigen alle die Eroberung von Städten oder einer Festung. Der Eroberer ist zumeist der König, der im Vordergrund der Szenerie entweder steht oder inmitten seiner Offiziere auf dem Rücken eines Pferdes sitzt. Das Schlachtfeld ist im Hintergrund des Bildes angeordnet.
Die breiten dekorativen Ränder zeigen verschiedene kriegsbezogene Motive, das königliche Wappen, den Elefantenorden und eine Kartusche mit einem deutschen Vers. Die meisten der Teppiche tragen von der Eichens Signatur und das Kopenhagener Stadtsymbol. Es gibt keine Information dazu wer die Seeschlachten gezeichnet hat, aber sie wurden maßgeblich von Willem van de Veldes Werken inspiriert.

## Liste der Wandteppiche
- Die Eroberung von Marstrand: Zu sehen ist eine Szene aus der Eroberung von Marstrand und der Festung Carlsten (nördlich von Göteborg) am 23. Juli 1677. Im Vordergrund Ulrich Friedrich Gyldenlöwe, der Halbbruder von Christian V. und der norwegische Statthalter erhalten den Kapitulationsbrief.

- Die Landung bei Råå: Als Folge des Sieges in der Seeschlacht bei Öland hatten die alliierten dänischen und niederländischen Flotten die Kontrolle über die südliche Ostsee gewonnen. Christian V. nutzte diese günstige Situation, um die dänischen Truppen anlanden zu lassen. Dies geschah am 29. Juni 1676 bei Råå, südlich von Helsingborg, wo 14.000 Mann Schonen betraten. Dieser von Berent van der Eichen gewebte Wandteppich zeigt diese umfangreiche Militäroperation. Im Vordergrund ist die Transportflotte zu sehen und dahinter (dem Land am nächsten) die Eskorte der Kriegsschiffe, während sich die Küste Schonens im Hintergrund befindet.
- Die Seeschlacht bei Öland: Abgebildet ist die Schlacht bei Øland am 1. Juni 1676, bei der die schwedische Flotte ihre drei größten Kriegsschiffe verlor. In der Mitte sinkt das Flaggschiff Kronan, während es von der Christianus Quintus beschossen wird. Auf der rechten Seite ergibt sich die Svärdet und auf der linken Seite läuft die Äpplet auf Grund.
- Die Einnahme von Helsingborg: Die Sommerkampagne von 1767 begann für Christian V. und die dänische Armee vielversprechend. Nach der Ausschiffung in Råå wurde Helsingborg wenige Tage später am 3. Juli eingenommen. Der Schonische Krieg war damit in eine neue Phase eingetreten, in der der dänische König die Möglichkeit sah, sich vielleicht für die Demütigungen des Zweiten Nordischen Krieges zu rächen. Im Vordergrund des Wandteppichs steht Christian V. (mit Hut) mit seinem Bruder Prinz Georg von Dänemark. Unter dem Rauch ist der Turm des Helsingborger Schlosses zu sehen, während Kronborg auf der anderen Seite des Öresunds zu sehen ist.
- Die Eroberung von Christiansstad: Die Eroberung Christianstads am 15. August 1676. Rechts Christian V. zu Pferd, gefolgt von Prinz Georg. Im Hintergrund ist die Stadt mit der Dreifaltigkeitskirche, erbaut von Christian IV. zu sehen.
- Die Landung auf Rügen: Der Landung auf Rügen am 17. September 1677. In der Mitte rechts zu sehen ist Christians V. sein Schiff Fridericus Tertius, links der Tromp-Wimpel des niederländischen Admirals.
- Die Einnahme von Damgarten: Dieser Wandteppich in der Großen Halle zeigt die Eroberung der Stadt Damgarten. Links von der Mitte ist Christian V. in einer prächtigen Uniform zu sehen, die mit seinem Marschallstab in der Hand auf Damgarten zeigt. Auf der rechten Seite des Königs steht sein jüngerer Bruder Prinz Georg von Dänemark
- Die Schlacht von Køge Bay: Zu sehen ist die Seeschlacht in der Køgebucht am 1. Juli 1676, bei der Admiral Niels Juel mit einem kühnen Manöver eine überlegene schwedische Flotte eroberte. Rechts der symbolische Kampf zwischen dem schwedischen Schiff Mars und dem dänischen Tre Løver.
- Die Eroberung von Landskrona: Die Eroberung von Landskrona am 11. Juli 1676. Im Zentrum Christian V., rechts Prinz Georg und links der Oberbefehlshaber der Armee Friedrich von Arenstorff. Im Hintergrund Landskrona.
- Die Eroberung von Wismar: Die Stadt Wismar spielte eine wichtige Rolle für Schweden. Es ist nicht verwunderlich, dass sich die dänischen Truppen im Feldzug des Spätherbst 1675 auf diese befestigte Stadt konzentrierten. Seit dem 1. November war eine enge Belagerung um die Stadt herum erfolgt, und am 13. Dezember wurde Wismar eingenommen. Dieser Wandteppich zeigt Christian V. im Vordergrund links, trägt einen prächtigen Hut und einen Marschallstab in der Hand und nimmt die Kapitulation der Stadt an. Rechts unterhalb des Hügels ist Königin Charlotte Amalie in einer Kutsche zu sehen.
- Die Eroberung von Landskronas Zitadelle: Die Eroberung der Landskrona-Zitadelle am 4. August 1676. In der Mitte Christian V. und der Oberbefehlshaber Johan Adolf von Plöen. Im Hintergrund die Festung und links die Silhouette von Kopenhagen, unter der zwei Herren eine Prise Schnupftabak genießen.
- Die Seeschlacht bei Møn: Die Schlacht bei Møn am 1. Juni 1677. Im Vordergrund zwei kleine Kriegsschiffe, ein dänisches Schiff mit einem Scharfschützen, das sich den Überlebenden des Calmar Castels nähert, das die Schweden entgegen den Regeln versucht hatten zu versenken.